# NGC 6638
NGC 6638 (другие обозначения — GCL 95, ESO 522-SC30) — шаровое скопление в созвездии Стрелец.
Этот объект входит в число перечисленных в оригинальной редакции «Нового общего каталога».